# Maratus noggerup
Maratus noggerup é uma espécie de aranha identificada em 2020;  A espécie foi identificada na Austrália ocidental, próximo de Noggerup (de onde deriva o nome); o macho mede entre 4 e 5 milímetros de comprimento total e a fêmea cerca de 5,85 milímetros.